# Conticribra weissflogii
Espèce
Synonymes
- Coscinodiscus fluviatilis (F.Hustedt) Cleve-Euler, 1951[2]
- Dimorphococcus fritschii Crow, 1923[2]
- Eupodiscus weissflogii (Grunow) De Toni, 1894[2]
- Eupodiscus weissflogii Grunow, 1882-1885[2]
- Micropodiscus weissflogii Grunow, 1882[2]
- Micropodiscus weissflogii Grunow, 1885[2]
- Thalassiosira fluviatilis Hustedt, 1926[2]
- Thalassiosira weissflogii (Grunow) G.A.Fryxell & Hasle, 1977[2]

Conticribra weissflogii, aussi connue sous le synonyme Thalassiosira weissflogii, est une espèce de diatomées, des microalgues unicellulaires, présentes en milieu marin ainsi que dans les eaux intérieurs de diverses régions du monde. Il s'agit en fait d'un complexe d'espèces constitué de plusieurs populations génétiques mises en évidence par leur ADN ribosomique. On a ainsi pu mettre en évidence une divergence entre un clade de l'océan Atlantique et de Californie d'une part et un clade de Hawaii et d'Indonésie d'autre part, ce dernier étant lui-même considéré comme formé de deux espèces biologiques différentes, l'une de Hawaii et l'autre de l'archipel indonésien.
Conticribra weissflogii n'est pas toxique mais est parfois associée à d'autres microalgues provoquant des efflorescences algales. Elle se présente comme un cylindre court dont le diamètre varie de 4  à   32 μm. Elle tend à grossir en hiver pour atteindre un diamètre typique d'environ 15 μm contre seulement 5 μm en hiver. On la trouve aussi bien isolée qu'en groupes, et elle peut être enveloppée dans une matrice gélatineuse. Elle est entourée d'une paroi cellulaire siliceuse enveloppée dans deux frustules ou valves, une grande épivalve et une petite hypovalve. Son origine géographique n'est pas claire, car on la trouve aussi bien en milieu marin qu'en eau douce et en eau saumâtre. Elle semble se développer préférentiellement en présence d'une forte salinité. On la trouve dans les eaux côtières de l'océan Atlantique et de l'océan Pacifique ainsi que dans les rivières et les lacs d'Europe, d'Asie et d'Amérique, y compris dans les Grands Lacs, où l'on pense qu'elle a été introduite par l'eau des ballasts.
Elle est très tolérante aux eaux de mauvaise qualité. Elle se développe dans les milieux ayant une concentration élevée en dioxyde de carbone, en chlore, en cadmium ainsi qu'à pH élevé. Sa croissance peut être limitée par une faible disponibilité en fer, en nickel, en zinc, en azote et en silicium. Le cadmium non seulement n'est pas toxique pour la cellule, mais peut lui être utile, par exemple en cas de carence en zinc par l'utilisation d'une anhydrase carbonique particulière utilisant du cadmium et non du zinc comme cofacteur.
La reproduction de Conticribra weissflogii peut être sexuée ou asexuée. La phase de multiplication asexuée implique la division de la cellule, chaque nouvel individu recevant l'une des deux valves. cela signifie que les cellules filles sont de taille différente et inférieure à celle de la cellule mère. Les grandes cellules peuvent également se reproduire par voie sexuée, événement déclenché par des stimuli extérieurs tels qu'une variation de la luminosité, de la température ou de la durée du jour.